# Lévignac
Lévignac es una localidad y comuna de Francia, en la región de Mediodía-Pirineos, departamento de Alto Garona, en el distrito de Toulouse y cantón de Léguevin.
Su población en el censo de 1999 era de 1.624 habitantes.
Está integrada en la Communauté de communes de la Save au Touch.

## Demografía
| 668 | 748 | 886 | 1080 | 1400 | 1624 |
| Para los censos de 1962 a 1999 la población legal corresponde a la población sin duplicidades (Fuente: INSEE [Consultar]) |     |     |      |      |      |